# Hans Salomon Landshut

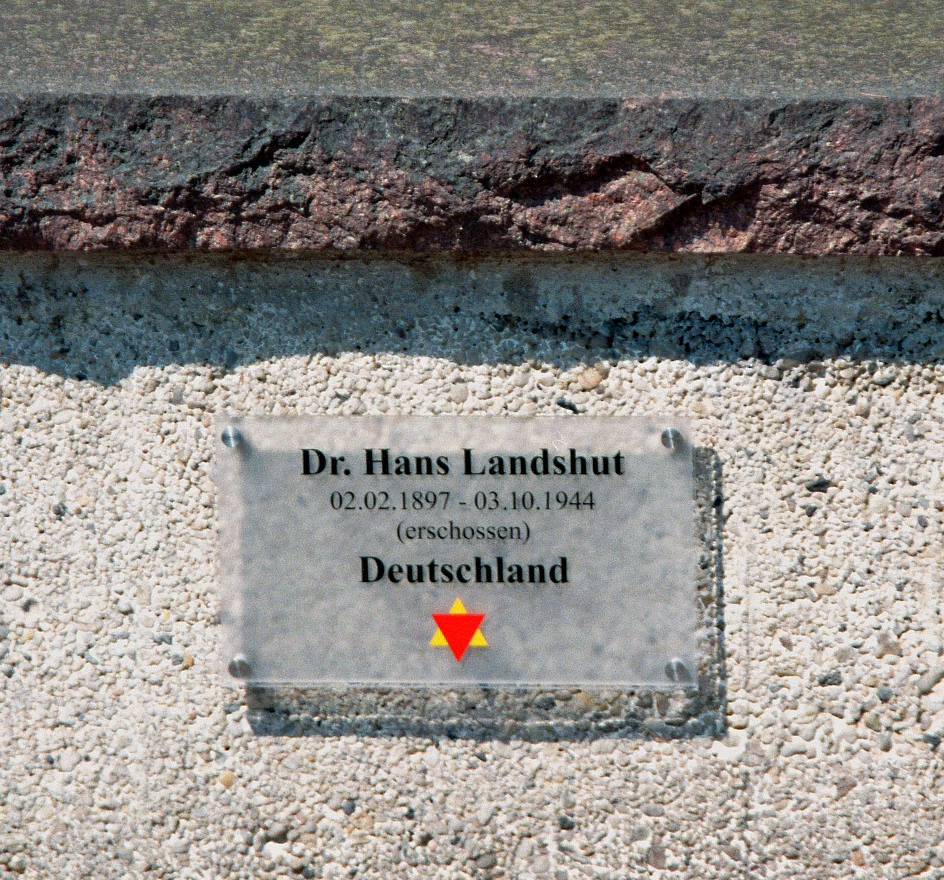
Gedenktafel für Hans Landshut in Lieberose. Das Geburtsdatum ist falsch angegeben.

Hans Salomon Landshut (* 14. Februar 1897 in Neumark in Westpreußen; † 3. Oktober 1944 im KZ Sachsenhausen) war ein deutscher Arzt jüdischen Glaubens.
Hans Salomon Landshut war der Sohn des Mühlenbesitzers Josef Landshut und dessen Frau Alma (geb. Rosenthal). Er studierte in Heidelberg Medizin und erhielt am 1. August 1923 seine Approbation. Im Jahre 1932 heiratete er die Nichtjüdin Berta Dehle. Gemeinsam mit ihr hatte er eine Tochter, Lilly Landshut. Nach der „Machtergreifung“ der Nationalsozialisten und dem Berufsverbot für jüdische Ärzte arbeitete er illegal weiter und unterstützte flüchtige Juden. Er gewährte ihnen Unterkunft und versorgte sie mit Geld und Lebensmitteln. Im Jahre 1943 versteckte er den sowjetischen Kundschafter Josef Weingart und stellte ihm ein Radio zum Bau eines Funksenders zur Verfügung. Am 7. Mai 1943 wurde Landshut von der Gestapo verhaftet und zunächst im Polizeipräsidium Alexanderplatz festgehalten. 1944 wurde er ohne Gerichtsverfahren in das Außenlager Lieberose des KZ Sachsenhausen deportiert, wo er als Lagerarzt arbeitete. Nach seiner Überführung ins Hauptlager wurde er am 3. Oktober 1944 dort erschossen. Seit 2006 erinnert in Berlin ein Stolperstein an den jüdischen Arzt.